# Laura Geraldine Lennox
Laura Geraldine Lennox (27 de abril de 1883 – 1958), foi uma sufragista e voluntária de guerra em Paris.

## Biografia
Laura Geraldine Lennox nasceu em Durrus, Cork Leste, em 27 de abril de 1883, filha de Edward e Adelaide Lennox. Ela passou algum tempo morando na cidade de Cork, onde estudou, antes de ir para Londres, onde se tornou conhecida por seu apoio ao sufrágio feminino. Ela foi uma das 500 mil mulheres que marcharam no Parque Hyde no dia 21 de junho de 1908, protestando pelo seu direito ao voto. Lennox foi responsável por organizar as mulheres irlandesas envolvidas. Em 1910, Lennox trabalhava para o periódico Votes for Women e estava envolvida na União Social e Política das Mulheres (WSPU). Quando Christabel Pankhurst estava escrevendo para o novo jornal chamado Suffragette em 1912, Lennox atuou como subeditora.
Lennox foi presa em abril de 1913, quando os escritórios da WSPU foram invadidos. Ela foi sentenciada a 6 meses na Prisão de Bristol, onde se tornou uma das mulheres que realizaram greve de fome. Na época, havia uma política de liberação de mulheres quando elas ficavam muito doentes e, após se recuperarem, eram presas novamente. Lennox foi liberada e, apenas uma semana depois, foi presa novamente e então solta novamente quatro dias depois. Em uma dessas ocasiões, Lennox avistou a polícia esperando por ela e, com ajuda, ela escapou de volta para Cork.
Lennox foi condecorada com o broche Holloway e a Medalha da Greve de Fome por suas atividades. Em Cork, ela fundou uma WSPU local. No entanto, a Primeira Guerra Mundial interrompeu as atividades das sufragistas. Lennox foi à França para ajudar conhecidos, os Harbens, que haviam transformado seu hotel em Paris em um hospital. Seu irmão estava servindo na guerra e Lennox atuou como enfermeira e administradora no hotel Majestic. Sua saúde piorou consideravelmente durante seu tempo lá e seu irmão morreu durante a guerra. Lennox foi premiada com a Estrela de 1914 . Após a guerra, Lennox voltou a Londres, onde montou uma agência de datilografia para empregar mulheres que se tornaram viúvas durante a guerra. Ela também ajudou a fundar a Women's Pioneer Housing. Lennox morreu em 1958.